# Freistatt (Film)
Freistatt ist ein deutscher Film von Marc Brummund aus dem Jahr 2015, der übergriffige und entwürdigende Methoden in kirchlichen Erziehungsheimen der späten 1960er Jahre an einem persönlichen Beispiel thematisiert.
Der Film hatte seine Premiere auf dem Filmfestival Max Ophüls Preis und wurde dort mit dem Publikumspreis und dem Preis der Jugendjury ausgezeichnet. Der Kinostart war am 25. Juni 2015. Die Dreharbeiten wurden von den von Bodelschwinghschen Stiftungen Bethel, die 1968 Träger der gezeigten Einrichtung der heutigen Diakonie Freistatt in Freistatt waren, als Beitrag zur Aufarbeitung ihrer Vergangenheit unterstützt.
Im Fernsehen war der Film erstmals am 20. Januar 2017 auf arte in einer Länge von knapp 98 Minuten sowie am 12. April 2017 im ARD-Programm und am 31. Januar 2018 bei 3sat in einer Länge von jeweils knapp 90 Minuten zu sehen.

## Handlung
Sommer 1968. Der 14-jährige Wolfgang Sievers aus Osnabrück ist ein lebensfroher, etwas übermütiger Junge. Er widersetzt sich wiederholt seinem Stiefvater, den er verachtet, bis er gegen den Willen der Mutter, die sich gegen ihren Mann nicht durchsetzen kann, wegen seiner Aufsässigkeiten in das Erziehungsheim Moorhort der Diakonie Freistatt abgeschoben wird. Im Gepäck hat er ein Bild seiner Mutter, zu der er eine enge Beziehung hat. In Freistatt wird er von Hausvater Brockmann zunächst freundlich empfangen, aber auch sogleich mit seiner Akte konfrontiert, aus der zurückliegende abgebrochene Heimaufenthalte hervorgehen. Wolfgang entgegnet, er habe sich immer nur gewehrt und sei nie gewalttätig geworden.
Das Leben im Heim stellt sich als kasernenähnlicher Drill unter christlichem Deckmantel heraus. Gleich am ersten Tag erlebt Wolfgang, wie der schwächliche Junge Mattis von Bernd, dem „Ranghöchsten“ der Gruppe, eine Bestrafung erhalten soll. Er setzt sich spontan für Mattis ein, worauf er selbst die Strafe bekommt. Sein empfindlicher Sinn für Gerechtigkeit macht ihn selbst bei denen unbeliebt, denen er beistehen will. Nur der scheue afrodeutsche Anton sucht von Anfang an Wolfgangs Freundschaft und behauptet, er komme auch aus Osnabrück.
Tagsüber sind die Zöglinge, wie die Jungen im Heim bezeichnet und angeredet werden, im Moor beim Torfstechen. Wolfgang muss zunächst in Holzschuhen arbeiten, erst nach zwei Monaten soll er Stiefel bekommen. Als er sich darüber beschwert, wird er von Bruder Wilde, einem der beiden Aufseher, mit dem Spaten niedergeschlagen. Er versucht erstmals zu fliehen, verläuft sich jedoch im Moorgebiet und wird aufgegriffen. Für solche Vorkommnisse werden stets Kollektivstrafen verhängt, die individuelle Bestrafung der Schuldigen bleibt der Gruppe überlassen. Da es Wolfgangs Naturell entspricht, sich nichts gefallen zu lassen, gerät er immer wieder in Konflikt mit Bernd. Dieser andererseits möchte Wolfgang nur vor sich selbst schützen: In Freistatt überlebe man nur, wenn man sich anpasse.
Brockmanns Tochter Angelika scheint Wolfgang sympathisch zu finden, obwohl sie totales Kontaktverbot zu den Jungen hat. Wolfgang übergibt ihr insgeheim einen Brief an seine Mutter, in dem er darum bittet, ihn aus dem Heim zu holen, da er es nicht mehr aushalte. Als Gegenleistung lässt sich Angelika von ihm streicheln, doch als Brockmann das bemerkt, dreht sie die Szene um und behauptet, Wolfgang habe sie belästigt. Brockmann bestraft dafür die gesamte Gruppe mit Essensentzug. Um den Jungen die nötige Nahrung für die harte Arbeit zu besorgen, versucht Wolfgang, Tomaten aus dem Garten des Hausvaters – dessen Heiligtum – zu stehlen, wird aber von Brockmann überrascht und durch Untertauchen im Wasserfass bestraft. Dennoch setzt er danach die Tomatenernte fort und wird von Bruder Wilde mit dem Ochsenziemer so misshandelt, dass die Gruppe ihn in den Schlafsaal tragen muss. Wolfgangs Charakterstärke imponiert den anderen Jungen.
An einer Stelle kommt es zu einem Aufstand der Gruppe, als Brockmann den Jugendlichen zur Strafe für Wolfgangs brieflichen Hilferuf, den Brockmann bei Angelika entdeckt hat, das Kofferradio wegnimmt und Bruder Wilde beauftragt, für Ordnung zu sorgen. Anton beginnt, den Refrain Sometimes I Feel Like a Motherless Child zu singen, der zuvor in der Version von Richie Havens im Radio lief, und die Gruppe stimmt bei den „Freedom“-Rufen mit ein. Dafür kommen sie alle gemeinsam in die Arrestzelle. Bernd versucht Wolfgang klarzumachen, dass seine Mutter ihn vergessen habe, schließlich schreibe sie ihm nie.
An Heiligabend entdeckt Wolfgang auf den Tischen seinen Lieblingskuchen Kalter Hund in der Art, in der seine Mutter ihn macht, und schließt daraus, dass sie ihm durchaus geschrieben und Kuchen geschickt hat, nur wurden alle Sendungen abgefangen. Als Brockmann verkündet, Bruder Krapp, der freundlichere der zwei Aufseher, werde das Heim verlassen, bringt dies Mattis aus der Fassung. Seinen unbeherrschten Äußerungen ist zu entnehmen, dass zwischen ihm und Krapp ein sexuelles Verhältnis besteht und er Krapp vollkommen ergeben ist. Als Nachfolger Krapps kommt der naive, unsichere Bruder Hanebuth nach Freistatt, an den sich Mattis sofort hängt.
Wolfgang hatte zuvor in der Christmette von Angelika im Klingelbeutel den Hausschlüssel zugesteckt bekommen. Damit öffnet er die Außentür, wird aber von Brockmann gestellt. Zur Strafe wird Wolfgang nun an Ketten an die Kellerdecke gehängt, er verliert fast das Bewusstsein und hat Halluzinationen: Wurde er im Vorspann mit seiner Mutter lediglich in ausgelassener Stimmung am Strand gezeigt, so wird in dieser Szene eine erotisch-inzestuöse Beziehung zwischen den beiden dargestellt. Bald danach verabschiedet sich Angelika von Wolfgang, sie gehe in ein Internat nach Hamburg. Es kommt zu Zärtlichkeiten, dann jedoch beginnt Wolfgang Gewalt einzusetzen. Angelika reißt sich los und läuft davon.
Bei einer weiteren Auseinandersetzung im Moor wird Bruder Wilde nach einer Gemeinheit gegen Mattis von Wolfgang hinterrücks mit dem Spaten ins Gesicht geschlagen und schwer verletzt. Wolfgang und Anton fliehen durch das Moor erst zu Fuß, dann in einem Pferdetransporter nach Osnabrück. Als sich Wolfgang dort von Anton verabschieden will, stellt sich heraus, dass Anton gar kein Ziel und keine Eltern mehr hat. Er hatte offenbar gehofft, bei Wolfgang bleiben zu können, doch das hält Wolfgang für unmöglich. Er gibt Anton etwas Kleingeld und lässt ihn auf der Straße stehen.
Zu Hause wird Wolfgang von seiner Mutter herzlich begrüßt, sein Stiefvater ist weiterhin ablehnend. Er fleht seine Eltern an, nicht wieder nach Freistatt zurückzumüssen. Da erscheint Brockmann, der Anton bereits wieder eingefangen hat. Doch Wolfgangs Mutter hat zumindest so weit Verdacht geschöpft, dass sie sich das Heim selbst ansehen will. Sie fahren gemeinsam hin, doch kaum ist Wolfgang dort ausgestiegen, verriegelt sein Stiefvater das Auto und fährt wieder davon, obwohl Wolfgang von außen der Mutter seine Striemen und Wunden zeigt.
Bruder Wilde rächt sich an Wolfgang, indem er ihn mithilfe von Bernd, der nur widerwillig mitmacht, im Moor lebendig begräbt. Als Brockmann ihn wieder ausgräbt, ist er kurz vor dem Ersticken. Anton, der Wolfgang für tot hält, hat jede Hoffnung verloren und sich im Schlafsaal erhängt. Als Bruder Wilde das entdeckt und nach einer rassistischen Bemerkung gleich wieder zur Tagesordnung übergehen will, wird er von den Jungen überwältigt. Sie schlagen ihn brutal zusammen und fliehen in ihren Nachthemden. Wolfgang beteiligt sich nicht daran und bleibt bei Anton. Dessen Tod hat seinen Charakter gebrochen, er passt sich nun an. Schnitt ins Jahr 1970: Wolfgang hat Bernds Rolle übernommen, er darf Bruder Wilde Feuer geben und ruft morgens zum Appell auf.
Nachdem sein Stiefvater tödlich verunglückt ist, wird Wolfgang entlassen und nach Hause gefahren. Ohne an der Tür zu klingeln, geht er am Haus vorbei in den Garten, wo der Terrassentisch zur Begrüßung mit Kaltem Hund gedeckt ist. Mutter und Schwester sind im Haus beschäftigt. Als Wolfgangs kleines Halbgeschwister auf die Terrasse kommt und den ihm fremden Jungen anstarrt, empfindet er Ekel, packt die Hälfte des Kuchens ein und geht ungesehen wieder davon. Auf der Straße trifft er frühere Freunde und leiht sich Geld, doch als einer den Kuchen anfassen will, schlägt Wolfgang ihn nieder. In der Schlussszene fährt er in einem Zug mit unklarem Ziel an Freistatt vorbei und beobachtet die Jungen bei der Fahrt ins Moor.

## Entstehung des Films
Der Film wurde von der Zum Goldenen Lamm Filmproduktion in Co-Produktion mit dem SWR (Baden-Baden), SR (Saarbrücken), WDR (Köln) und NDR (Hamburg) sowie in Zusammenarbeit mit Arte produziert. Die Dreharbeiten wurden vom 13. August 2012 bis 13. September 2013 in Niedersachsen, Hamburg und Schleswig-Holstein durchgeführt, und zwar sowohl an Originalschauplätzen wie dem Fürsorgeheim in Freistatt als auch in Osnabrück, Bramsche, Ehrenburg-Wietinghausen, Hamburg und auf Sylt.

## Authentizität der Filmhandlung

### Heimerziehung allgemein
Die im Film geschilderten Situationen beziehen sich auf die Heimerziehung, wie sie in den Jahren vor 1970 und teilweise noch später nicht unüblich war:

### Heimerziehung in Freistatt

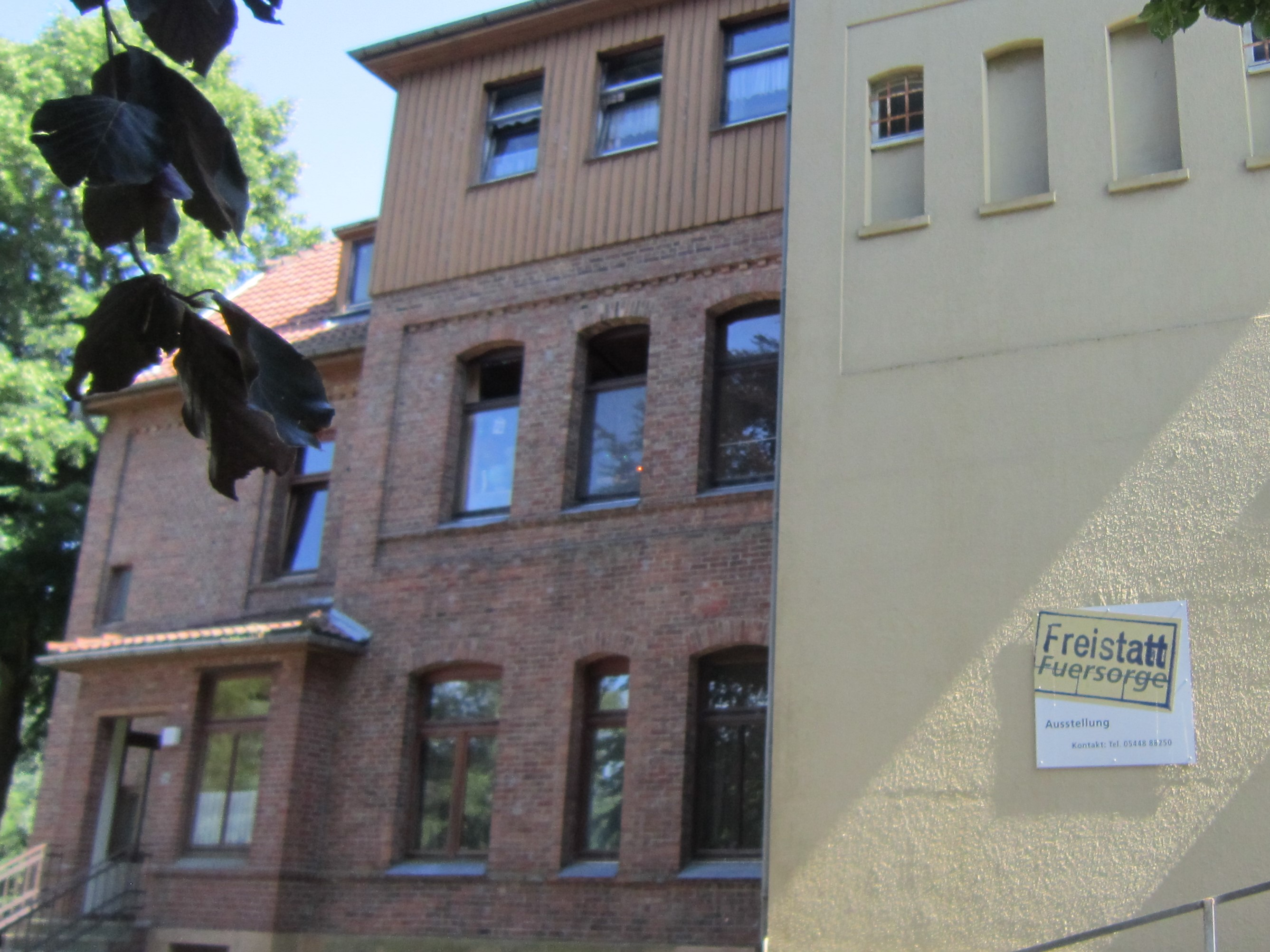
Ehemaliges Haus Moorhort im Juli 2015

Im Abspann werden Bilder von den früheren Freistatt-Heimen gezeigt. Das soll den dokumentarischen Charakter des Films hervorheben. Allerdings wird der Film von der Freistätter Online Zeitung als „fiktives Drama“ bezeichnet. Tatsächlich erlaubt sich der Film einige Abweichungen von der Realität: So fuhren in den Jahren 1968 und 1969 auf der Bahnstrecke Nienburg–Diepholz keine Personenzüge mehr an Freistatt vorbei, und Richie Havens im August 1969 in Woodstock gesungenes Lied „Freedom“ wurde erst durch den 1970 erschienenen gleichnamigen Film in Deutschland einem größeren Publikum bekannt.
Vorbild für „Wolfgang“ ist Wolfgang Rosenkötter (* 22. Januar 1945; † 19. Januar 2024), der 1961 für 15 Monate in den „Moorhort“ in Freistatt eingewiesen wurde. Seine Erfahrungen, die in dem 2006 veröffentlichten Buch Schläge im Namen des Herrn von Peter Wensierski beschrieben werden, bilden die Grundlage der Filmhandlung.
Die Freistätter Online Zeitung bescheinigt dem Film einen realistischen Kern: „Das bedrückendste in dieser Umgebung von Gewalt und Misshandlungen aber ist wohl der Verrat der Angehörigen der Jungen, die Zeichen der Misshandlungen und Unterdrückung nicht sehen wollen und der christlichen Einrichtung alle Verantwortung für ihre Kinder übergeben – die werden schon wissen, was sie zu tun haben – in der Endstation Freistatt. […] Es gab offensichtlich – durch Zeitzeugen belegt – Orte in Deutschland, an denen Kinder und Jugendliche mit Duldung unserer Gesellschaft misshandelt und gequält wurden, ohne wirkliche Hoffnung, ihrem Gefängnis entkommen zu können.“

## Symbolik im Film
Indem die Zöglinge bei ihrem ersten im Film gezeigten Ausmarsch ins Moor das Moorsoldaten-Lied anstimmen, verdeutlichen sie, dass ihre Lage mit der der Häftlinge im KZ Börgermoor im Emsland vergleichbar ist. Alle auf Deutsch gesungenen Lieder (letztlich sogar das Weihnachtslied O du fröhliche) stehen für Unterdrückung; Rebellion und der Wunsch nach Freiheit hingegen werden durch englischsprachige Lieder ausgedrückt. Die Frankfurter Allgemeine Zeitung schreibt dazu: „Der autoritäre Charakter trifft auf die populäre Kultur, das evangelische Kirchenlied auf das amerikanische Spiritual.“

## Kritiken
„Die rohe Energie des Films mit ihrer bedrückenden Wirkung nimmt einen regelrecht gefangen.“

„Das gibt es immer wieder in Marc Brummunds erstem Kinofilm. Das Spiegeln des pädagogischen Schreckens in der Freiheit der Natur. Das Hereinragen der Zeit der Befreiung einer verspießerten Republik ins Gefängnis, das sie für ihre aufmüpfigen Kinder gebaut hat. Manchmal wird es ein bisschen untersubtil und überambitioniert.“

„Regisseur Marc Brummund, der die Meisterklasse Regie der Hamburg Media School besuchte, taucht gemeinsam mit seiner überragenden Kamerafrau Judith Kaufmann die imposante norddeutsche Moorlandschaft in strahlend gleißendes Licht und findet so großartige kinotaugliche Bilder. Zwar laufen diese Schauwerte manchmal Gefahr, die grausame Situation der Protagonisten zu verharmlosen. Aber die starken Hauptdarsteller, allen voran der bärenstarke Louis Hofmann als Wolfgang sowie dessen Gegenspieler Alexander Held als ‚Hausvater‘, lassen keinen Zweifel daran, dass Freistatt für die dort eingekerkerten Jugendlichen nicht weniger als die Hölle auf Erden ist.“

„Der Film überzeugt mit fein gezeichneten Charakteren und einer explosiven Dramaturgie, die sich an großen Gefängnisdramen [...] orientiert. [...] Mitreißend gespielt und bildstark inszeniert.“

## Zitat
„Der Film entstand mit Unterstützung der Diakonie an den Originalschauplätzen unweit meiner Geburtsstadt Diepholz, wo ich wenig später eine sehr viel glücklichere Kindheit erleben durfte. Doch den Geist der „schwarzen Pädagogik“ und die Gottesfurcht spürte ich bis in die Schulbank. Der Kontrast zwischen der sexuellen Revolution und Liberalisierung Ende der 1960er Jahre und der stehen gebliebenen Zeit in einem solch geschlossenen, repressiven System war mein Anreiz, die Härte und Relevanz des Themas mit Genre, Abenteuer und Schauwerten in einem Jugenddrama zu vereinen. Die klassischen Erzählungen von Charles Dickens und Filme wie Boys Town (1938), Die Nacht des Jägers (1955), Flucht in Ketten (1958), Sie küßten und sie schlugen ihn (1959), Birdman of Alcatraz (1962), Cool Hand Luke (1967), Flucht von Alcatraz (1979), Die Verurteilten (1994), Sleepers (1996) und Die unbarmherzigen Schwestern (2002) waren mein Vorbild.“

## Auszeichnungen
- Prix Europa 2015

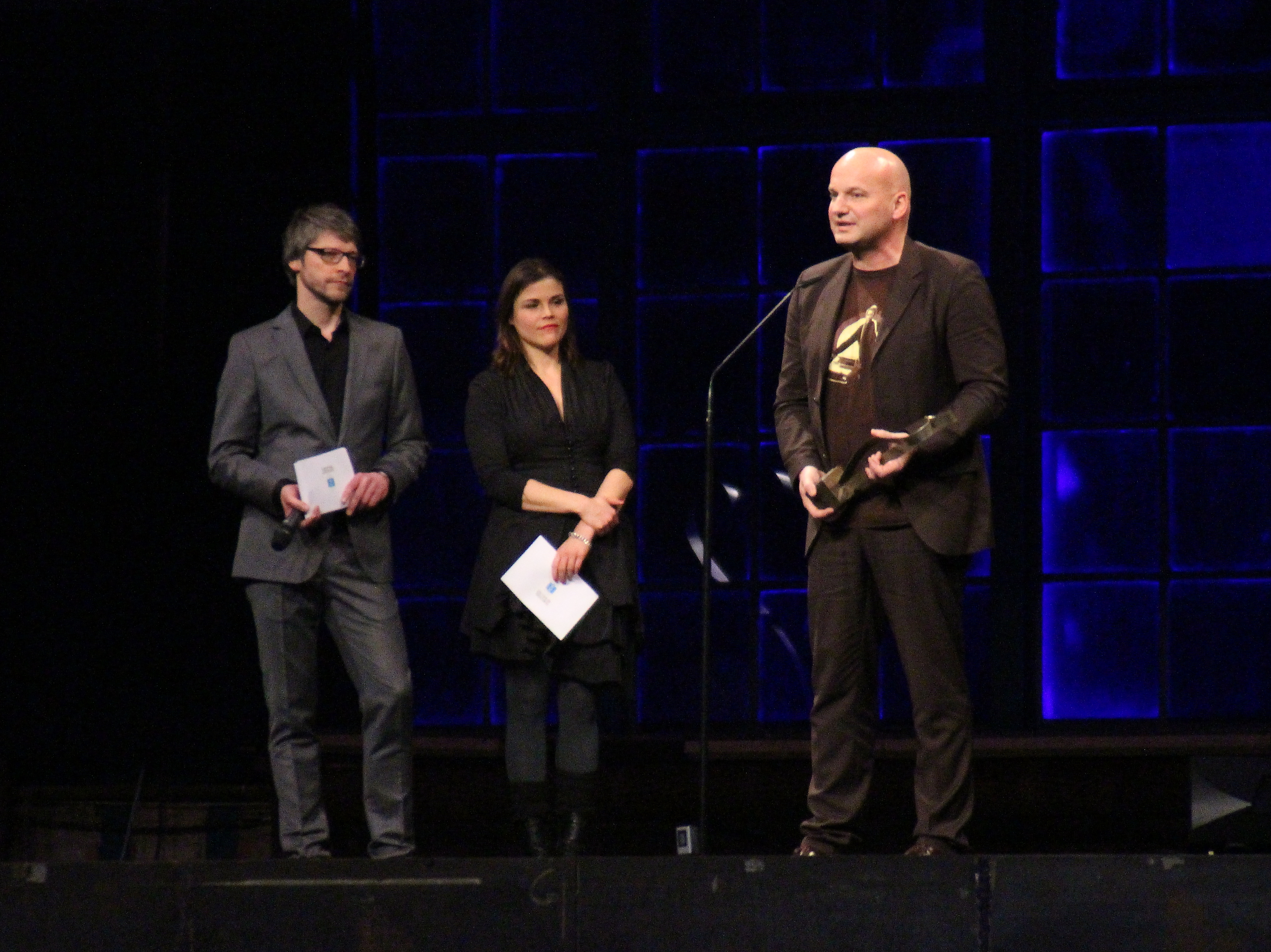
Marc Brummund bei der Dankesrede für den Publikumspreis beim Max-Ophüls-Festival 2015

  - Prix Genève Europe für das beste Nachwuchsdrehbuch

- Festival International du Film Historique de Waterloo 2015
  - vier Preise[16]

- Filmfestival Max Ophüls Preis 2015[2]
  - Preis der Jugendjury
  - Publikumspreis

- Bayerischer Filmpreis 2014[17]
  - Louis Hofmann, Bester Nachwuchsdarsteller

- Deutscher Drehbuchpreis 2013[18]
  - Goldene Lola

- Internationales Filmfest Emden-Norderney 2012[3]
  - Emder Drehbuchpreis

Die Deutsche Film- und Medienbewertung (FBW) in Wiesbaden verlieh dem Film das Prädikat Besonders wertvoll.